# Кіпті (Чернігівський район)
Кі́пті — село в Україні, у Кіптівській сільській громаді Чернігівського району Чернігівської області. Населення становить 549 осіб. Орган місцевого самоврядування — Кіптівська сільська рада.

## Географія
Село Кіпті розташоване за 18 км від селища Козелець, на автодорозі Київ—Чернігів М01 (E95). Біля села вона з'єднується з автомобільною дорогою Кіпті — державний кордон із Росією М02 (E101).

## Історія
Назва села походить від того, що перші поселенці гнали з березової кори дьоготь і їх називали кіптявиками.
Коптев Тишков хутор було згадано в переписній книзі Малоросійського приказу (1666). Також наведено поіменні відомості про мешканців хуторів: 28 людей (у т. ч. 5 підсусідків) на 22 двори (в т. ч. 1 ґрунтовий), які мали загалом 33 воли та 2 коня.
Село Коптевъ згадано в Генеральному слідстві Київського полку. Згідно з ним, 1729 року в селі було принаймні 35 дворів. Раніше село (не деревня, а тому вже з храмом) було військовим, однак ним заволодів київський полковник змѣнникъ Мокіевскій (до 1708 року). За гетьманським універсалом село отримав Данило Солонина, а потім — його син Олександр (згідно з універвалом гетьмана Скоропадського 1718 року).

### Сьогодення

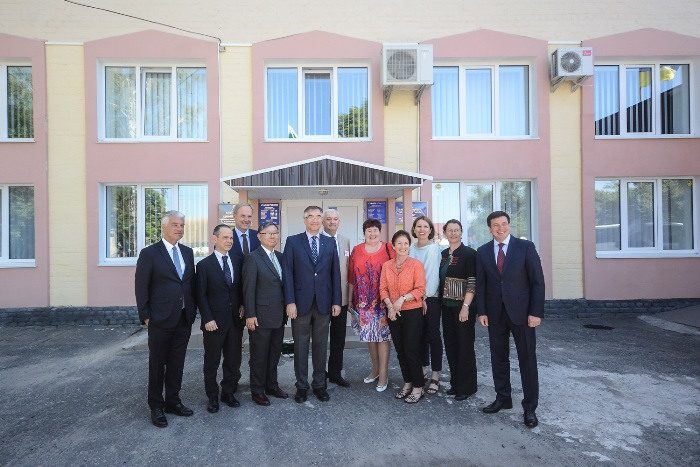
Геннадій Зубко та Посли G7 у Кіптівській ОТГ у 2018 році

21 червня 2018 Кіптівську ОТГ відвідали посли країн-членів G7, яку організували за Програмою «U-LEAD з Європою» та Міністерством регіонального розвитку, будівництва та ЖКГ України.
12 червня 2020 року, відповідно до розпорядження Кабінету Міністрів України № 730-р від «Про визначення адміністративних центрів та затвердження територій територіальних громад Чернігівської області», село увійшло до складу Кіптівської сільської громади.
17 липня 2020 року, в результаті адміністративно-територіальної реформи та ліквідації Козелецького району, село увійшло до складу Чернігівського району
У селі занепадає велике та міцне приміщення «Укрпошти», яке могло б бути прибутковим. Натомість Олена Дорошенко, директорка чернігівської філії «Укрпошти» та колишня працівниця банку, порадила завісити облуплені стіни банером з логотипом «Укрпошти».

## Політика

### Парламентські вибори, 2019
На позачергових парламентських виборах 2019 року у селі функціонувала окрема виборча дільниця № 740260, розташована у приміщенні будинку культури.
Результати
- зареєстровано 435 виборців, явка 59,77 %, найбільше голосів віддано за «Слугу народу» — 44,49 %, за Радикальну партію Олега Ляшка — 13,39 %, за Всеукраїнське об'єднання «Батьківщина» — 12,20 %[8]. В одномандатному окрузі найбільше голосів отримав Борис Приходько (самовисування) — 41,60 %, за Дмитра Пахомова (Слуга народу) — 17,20 %, за Сергія Коровченка (самовисування) — 13,20 %[9].

## Економіка, інфраструктура, соціальна сфера

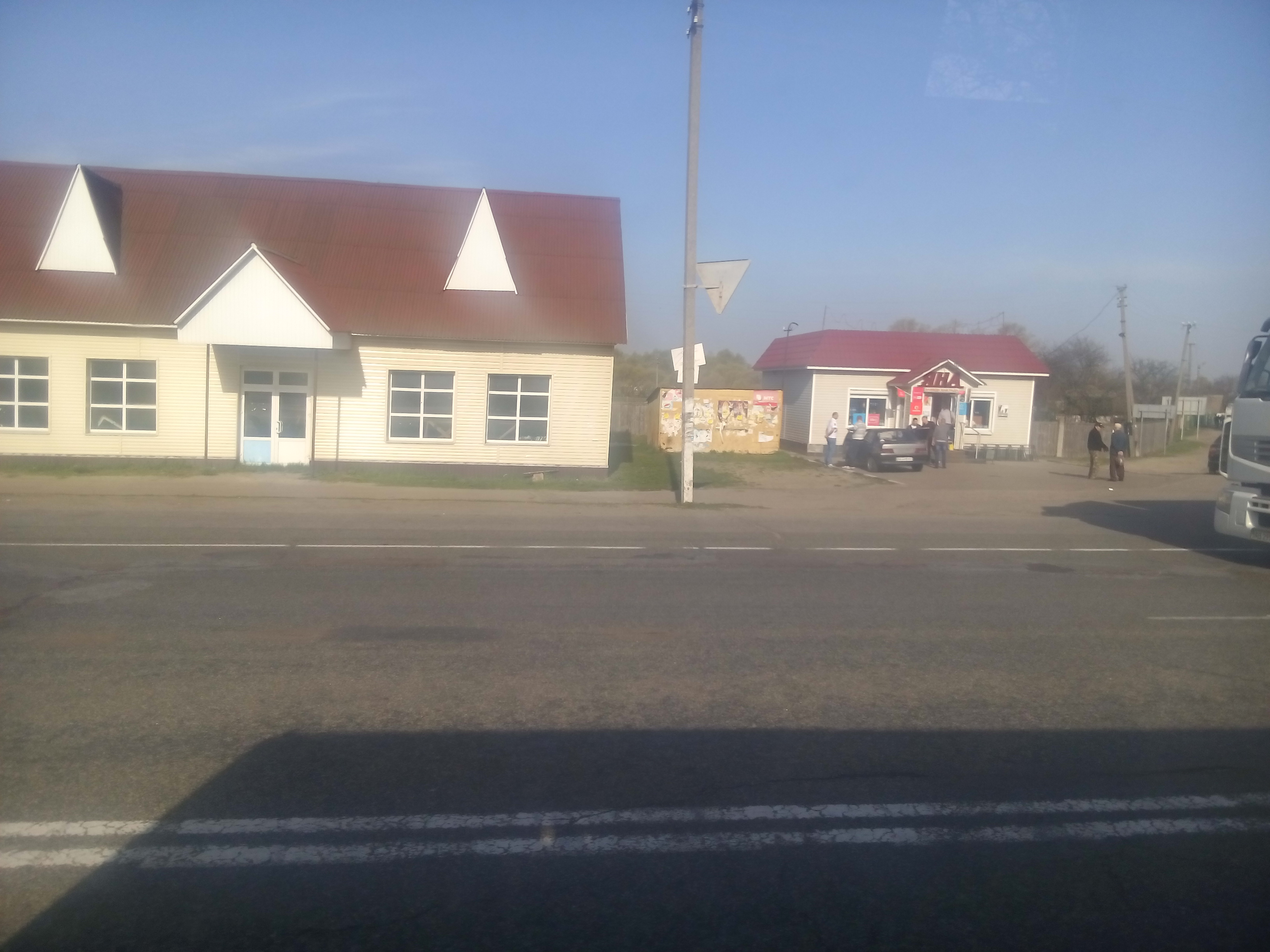
Магазин
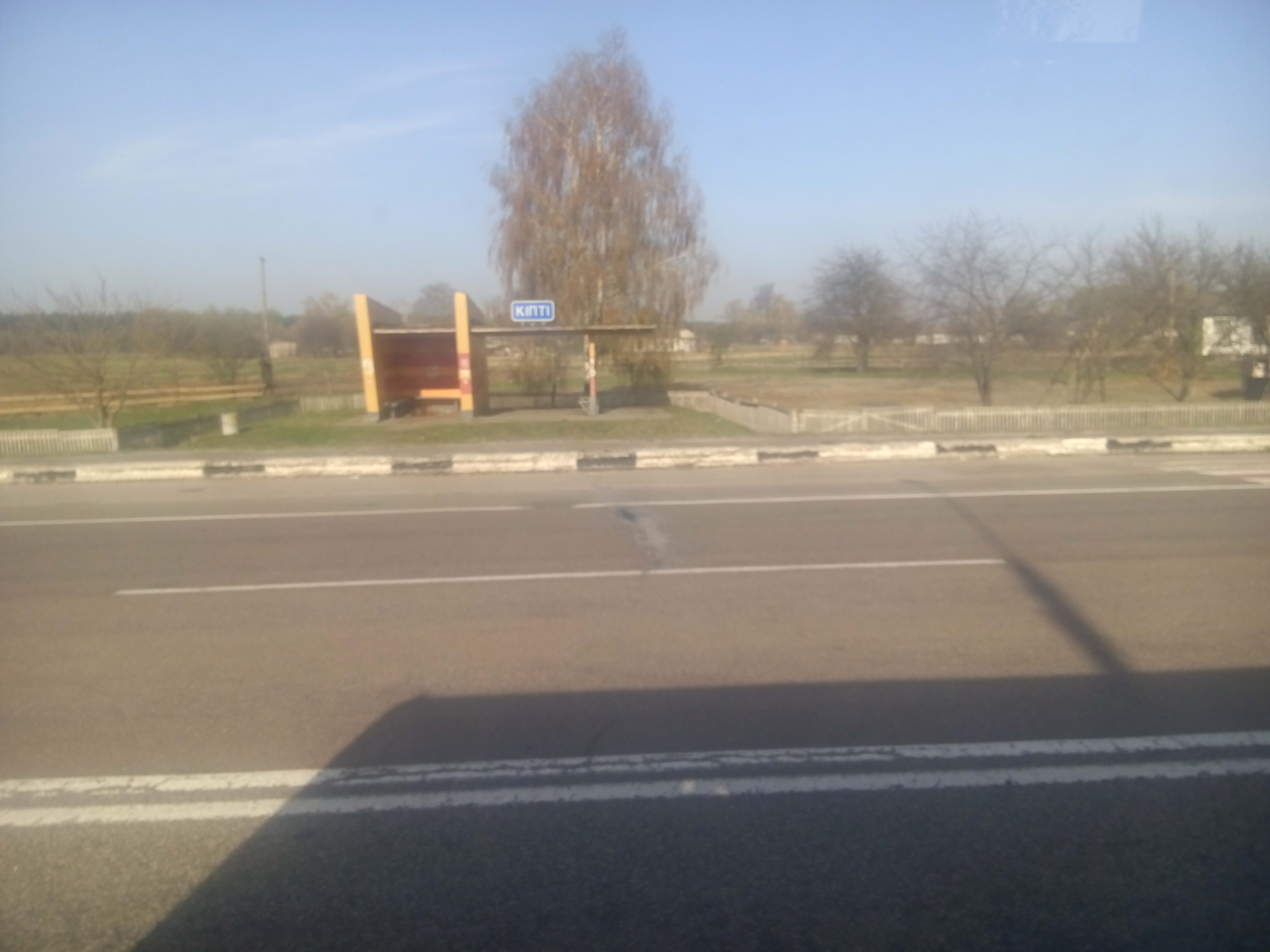
Автобусна зупинка
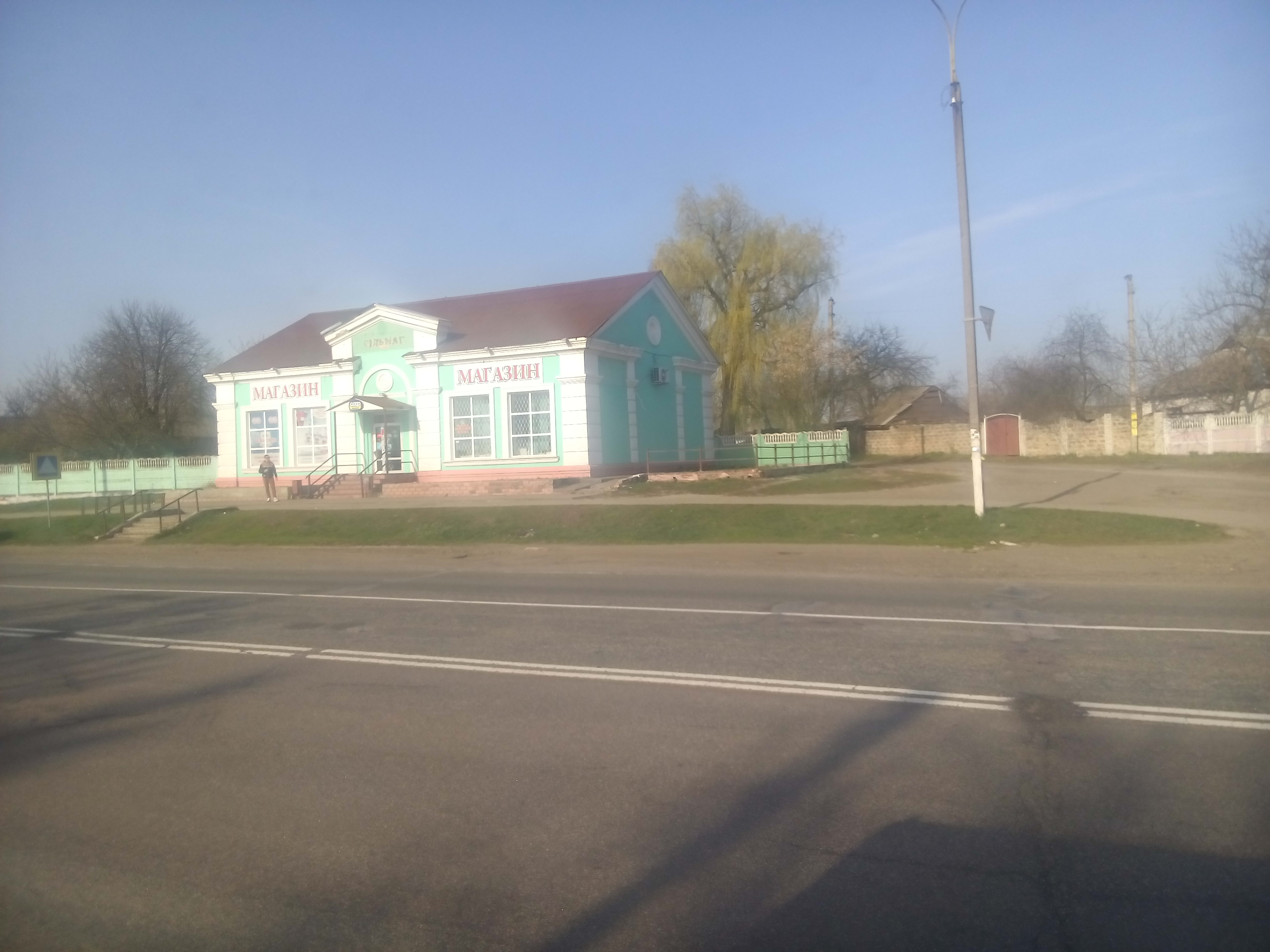
Продуктовий магазин
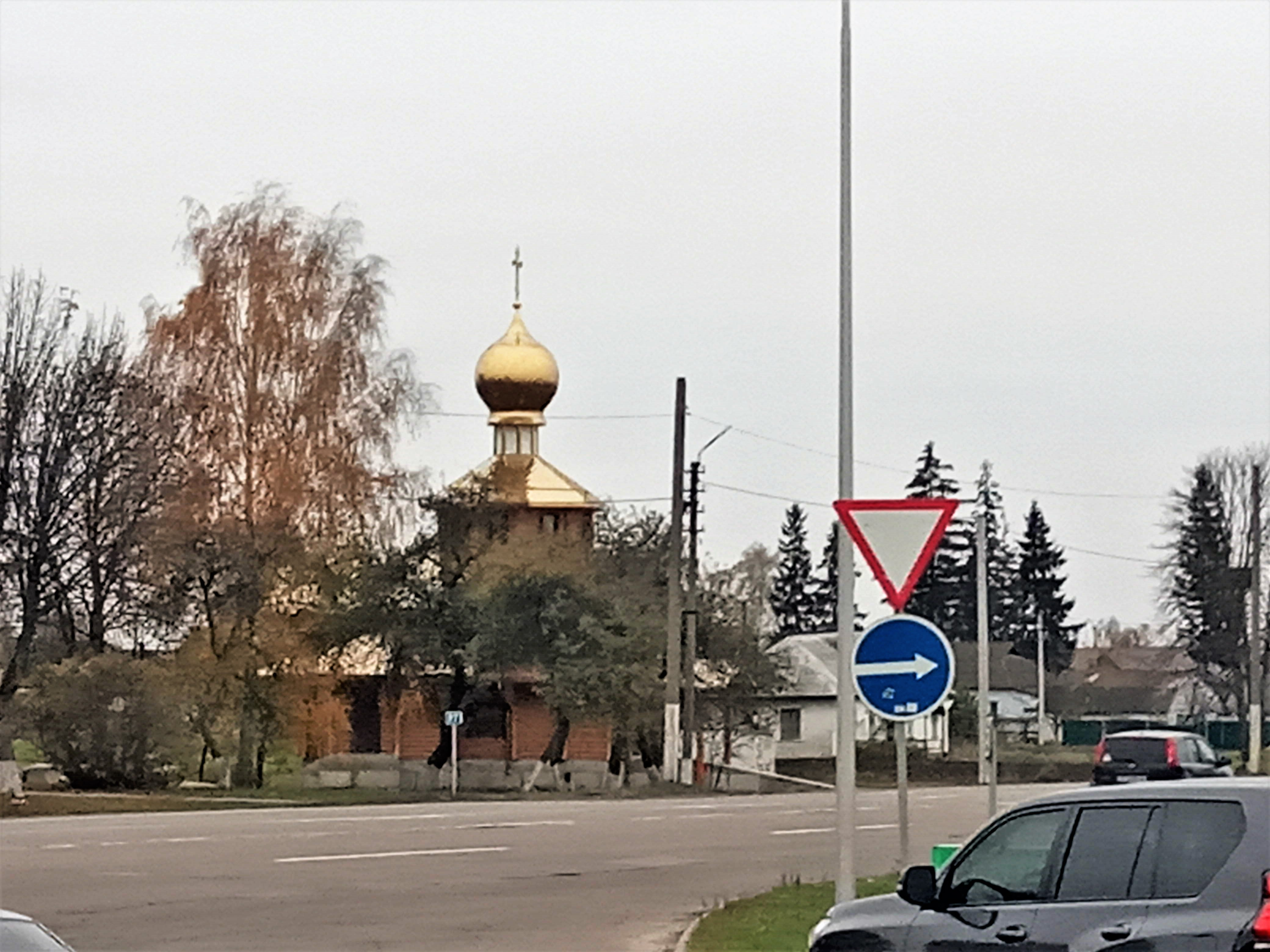
Церква
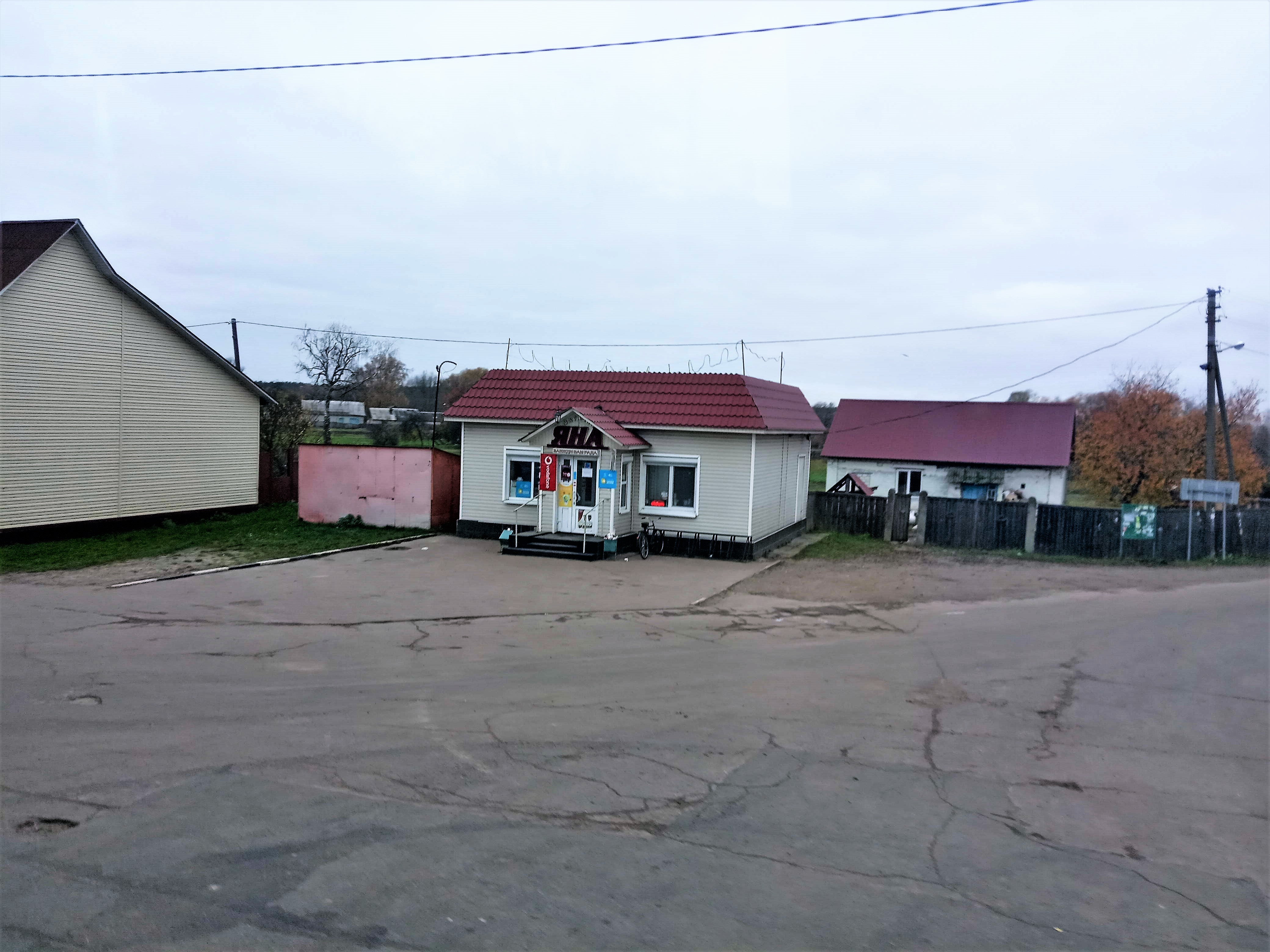
Магазин
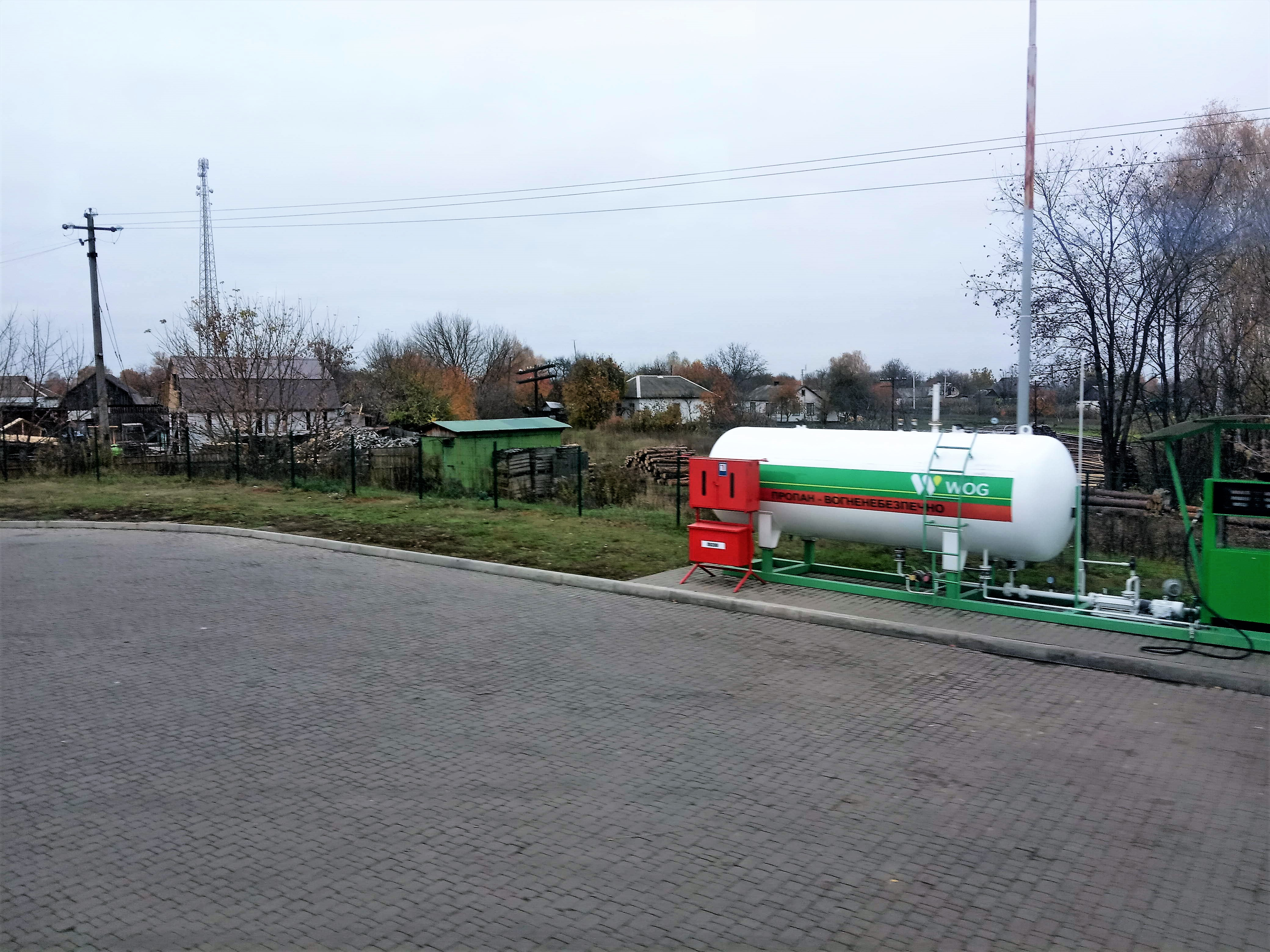
АЗС

У Кіптях функціонує ПОСП «Кіпті» на базі колгоспу «Победа», ЗОШ І-ІІ ступеня ім. Т. З. Пінчука, клуб на 500 місць, бібліотека, 4 магазини та кафе, поштове відділення, пост ДАІ, 3 автозаправні станції.

## Населення
1901 - 1110 мешканців.[джерело?]

### Мова
Розподіл населення за рідною мовою за даними перепису 2001 року:
| Мова       | Кількість | Відсоток |
| ---------- | --------- | -------- |
| українська | 702       | 98.46 %  |
| російська  | 10        | 1.40 %   |
| білоруська | 1         | 0.14 %   |
| Усього     | 713       | 100 %    |

## Галерея

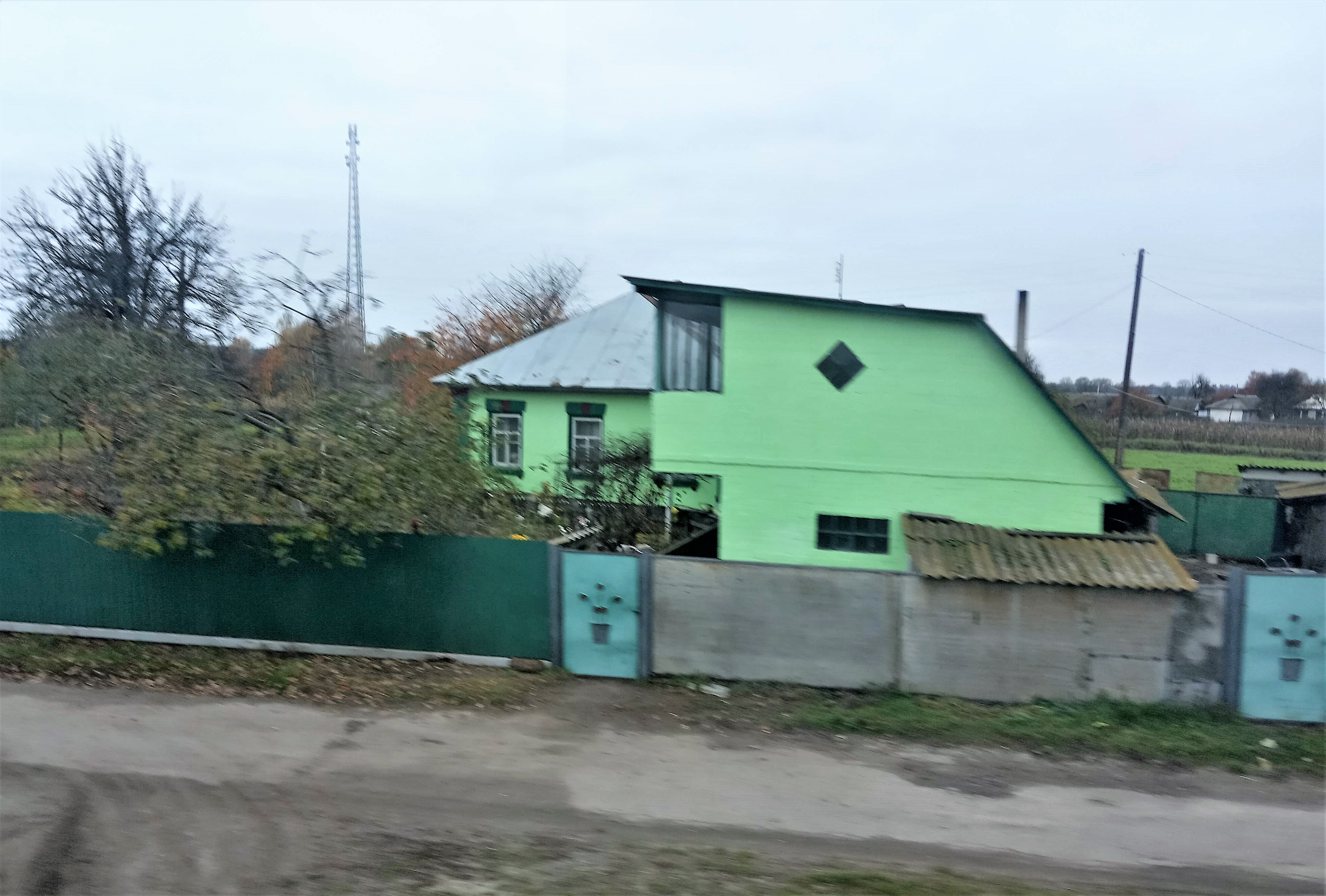
Хата

## Відомі люди
- Василь Божко (1 січня 1888 — 13 квітня 1957) — хорунжий Армії УНР;
- Боровик Анатолій Миколайович (1949) — український історик.
- Патук Іван Іванович (1922—2020) — полковник РА, учасник другої світової війни, учасник звільнення Севастополя.